# Felix Adler (clown)
Pour les articles homonymes, voir Felix Adler et Adler.
Felix Adler (17 juin 1895 - 1er février 1960) est un artiste forain américain, connu sous le surnom du « roi des clowns » grâce à son personnage de Felix le clown, arborant un gros nez rouge luminescent et un petit cochon rose lui courant dans les jambes. Il avait commencé sa carrière comme acrobate avant que ses maladresses volontaires et ses chutes dramatiques - qui ne faisait que déclencher l'hilarité parmi les spectateurs - ne le tourne vers le rôle du clown pour lequel il est demeuré célèbre. On le verra avec le cirque des frères Ringling puis au Barnum & Bailey avant qu'il ne prenne sa retraite en 1959. La poste américaine a émis un timbre à son effigie. 
Miaou le chat.